# 27-й механізований корпус (СРСР)
27-й механізований корпус — оперативно-тактичне об'єднання в складі Червоної армії на початку німецько-радянської війни. Існував з березня по липень 1941 року. Участі в бойових діях не брав.

## Історія
27-й механізований корус було сформовано у Середньоазіатському військовому окрузі в районі міста Мари (Туркменська РСР). Ядром формування корпусу стала 9-та танкова дивізія, яка брала участь у радянсько-фінській війні. Також у склад корпусу увійшли 53-тя танкова та 221-ша моторизована (колишня 19-та кавалерійська) дивізії. Командиром корпусу був призначений генерал-майор І. Ю. Петров. 
Мехкорпус мав вкрай невелику кількість танків та іншої бронетехніки. Наприклад, 138-й танковий полк 221-ї моторизованої дивізії не мав жодного танка. 
У червні 1941 року корпус взяв участь у навчаннях Середньоазіатського військового округу. 

### Німецько-радянська війна
Із початком німецько-радянської війни корпус був приведений у бойову готовність. 27 червня 1941 року ешелони з військами 27-го мехкорпусу вирушили до Воронежа. 10 липня 1941 року корпус був переданий у 28-му армію і зосередився у районі Брянська. 
8 липня 1941 року у зв'язку з величезними втратами радянських бронетанкових військ в перші дні війни, радянське командування розпорядилося ліквідувати механізовані корпуси, а їхні частини перетворити в окремі танкові дивізії. 
15 липня 1941 року 27-й мехкорпус було розформовано. 9-ту танкову дивізію переформували у 104-ту танкову, 53-тю — у 105-ту, 221-шу моторизовану — у 106-ту танкову дивізію. 

## Склад корпусу
- Управління
- 9-та танкова дивізія
- 53-тя танкова дивізія
- 221-ша моторизована дивізія
- 31-й мотоциклетний полк
- 553-й окремий батальйон зв'язку
- 84-й окремий мотоінженерний батальйон
- 122-га окрема корпусна авіаескадрилія
- 722-га польова каса Держбанку

## Командування
- Командир корпусу: генерал-майор Іван Юхимович Петров;
- Начальник штабу корпусу: полковник Василь Володимирович Меньшов;
- Заступник командира корпусу з політичної частини: бригадний комісар Олександр Павлович Свиридов.